# Gonomyia nigridorsata
Gonomyia nigridorsata là một loài ruồi trong họ Limoniidae. Chúng phân bố ở miền Australasia.